# Петрівська сільська рада (Глобинський район)
Петрівська сільська рада — колишній орган місцевого самоврядування у Глобинському районі Полтавської області з центром у селі Петрівка. Окрім Петрівки раді підпорядковане село Турбаї. Населення сільської ради на 1 січня 2011 року становить 849 осіб.

## Географія
Петрівська сільська рада розташована у лісостеповій зоні. Ґрунти переважно чорноземи.
Площа сільської ради 4927,30 га, 87,9 % території — сільськогосподарські угіддя, 7,3 % — лісовкриті площі, 1,3 % — забудовані землі, 3,5 % — інші землі.
Сільська рада межує з Кринківською, Куп'єватівською, Федорівською, Іваново-Селищенською, Зубанівською сільськими радами Глобинського району, Рокитянською сільською радою Великобагачанського району Полтавської області.
Протяжність автомобільних шляхів з твердим покриттям районного значення — 14 км.

## Історія
7 березня 1923 року сільраду віднесено до Семенівського району, Кременчуцької округи. До складу сільради входили с. Петрівка як центр сільради, с. Андріянівка та хутір Москаленків. У 1928 році Петрівка увійшла до складу Великокринківського району. У березні 1930 року тут зареєстровано два ТСОЗи: «Петрівське» та «Друге Петрівське». У жовтні 1931 р. у селі було 4 колгоспи: ім. В.М.Молотова, ім. Т.Г.Шевченка, «Нове життя» та «Спільна праця».
У 1939 р. по сільраді – 1377 жителя (за приблизними підрахунками у Петрівці померло від голоду 1932-33рр.близько 720 чоловік)
30 грудня 1962 року сільраду віднесено до складу Глобинського району.

## Населення
На території Землянківської сільської ради розташовано 4 населені пункти з населенням на 1 січня 2011 року 849 осіб
| № | Назва села  | 2001 чол. | 2011 чол. |
| - | ----------- | --------- | --------- |
| 1 | с. Петрівка | 738       | 688       |
| 2 | с. Турбаї   | 210       | 161       |
|   | всього      | 948       | 849       |

## Влада
- Сільські голови:
Гончаренко Анатолій Миколайович[1]
- 14 депутатів сільської ради[1]:
  1. Славненко Наталія Миколаївна
  2. Грицик Іван Васильович
  3. Бородін Ольга Михайлівна
  4. Казидуб Олександр Володимирович
  5. Чепурко Валентина Григорівна
  6. Радченко Анатолій Володимирович
  7. Болобан Юлія Володимирівна
  8. Баглай Іван Іванович
  9. Малецька Віта Олександрівна
  10. Новосел Григорій Іванович
  11. Мазкун Любов Володимирівна
  12. Литвиненко Сергій Миколайович
  13. Тутик Сергій Миколайович

## Економіка
Виробнича спеціалізація підприємств розташованих на території Петрівської сільської ради : вирощування зернових і технічних культур, тваринництво.
| № | Назва підприємства                            | П. І. Б. керівника            | Вид діяльності                                          |
| - | --------------------------------------------- | ----------------------------- | ------------------------------------------------------- |
| 1 | ПАФ «Петрівка»                                | Новосел Іван Іванович         | рослинництво (вирощування зернових і технічних культур) |
| 2 | ТОВ НВП «Глобинський м'ясо-молочний комплекс» | Струцький Анатолій Федорович  | тваринництво (виробництво молока, м'яса)                |
| 3 | ФГ «Агро-Світ»                                | Хмельницький Юрій Миколайович | Фермерське господарство                                 |
| 4 | ФГ «Барвінок»                                 | Чорногор Анатолій Іванович    | Фермерське господарство                                 |
| 5 | СФГ «Соня»                                    | Мандрика Микола Семенович     | Фермерське господарство                                 |
| 6 | СФГ «Ілона»                                   | Кузьмич Михайло Миколайович   | Фермерське господарство                                 |
| 7 | СФГ «Орхідея»                                 | Збираник Любов Анатоліївна    | Фермерське господарство                                 |

## Освіта
Працює Петрівська загально-освітня школа І-ІІ ступенів.

## Медицина
Діють:
- Петрівський фельдшерсько-акушерський пункт
- Турбаївський фельдшерський пункт

## Культура
Серед закладів культури є:
- Петрівський сільський будинок культури
- Петрівська сільська бібліотека — філіал

## Архітектурні, історичні та археологічні пам'ятки
На території сільської ради знаходяться:
- Петрівка
  - Діюча Свято-Троїцька дерев'яна церква (Петрівка), збудована у 1901 році
  - встановлені пам'ятники на трьох братських могилах радянських воїнів, що загинули 1943 при визволенні села від гітлерівців (1956), воїнам односельцям, що полягли (125) чол. на фронтах Великої Вітчизняної війни (1956, реконструйовано 1980, реставровано 2010), на могилі Героя Радянського Союзу М. Т. Панченка (1971).
- Турбаї
  - Історико-краєзнавчий музей
  - пам'ятник 200-річчю Турбаївського повстання (1989)
  - пам'ятник льотчикам, що загинули у роки Великої Вітчизняної війни

## Особистості
- Панченко Михайло Тихонович — герой Радянського Союзу, його ім'я носить Петрівська загально-освітня школа І-ІІ ступеня[1]